# I Know
I Know (englisch für „Ich weiß“) ist ein Lied der estnischen Pop-Rock-Girlgroup Vanilla Ninja aus dem Jahr 2005.

## Entstehung und Veröffentlichung
Geschrieben wurde das Lied gemeinsam von David Brandes, Bernd Meinunger (als John O’Flynn) und Jane Tempest. Brandes zeichnete zudem auch für die Produktion verantwortlich. Die Abmischung erfolgte unter der Leitung von Gary Jones. Die Gitarristin Piret Järvis übernimmt bei diesem Titel den Leadgesang; Frontfrau Lenna Kuurmaa singt die Hauptstimme im Refrain. Für Triinu Kivilaan ist I Know nach When the Indians Cry und Blue Tattoo die dritte Single mit Vanilla Ninja. Sie und Keyboarderin Katrin Siska beteiligen sich nicht musikalisch an diesem Werk.
Die Erstveröffentlichung von I Know erfolgte am 27. Februar 2005 als Single bei BROS Music. Diese erschien zeitgleich als CD-Maxi-Single mit drei verschiedenen Versionen des Liedes (darunter eine Akustikversion) und dem dazugehörigen Musikvideo (Katalognummer: 6758042 000) sowie als 3″-CD-Single mit lediglich zwei verschiedenen Versionen zu I Know (Katalognummer: 6758043 000). Das Begleitheft zur Maxi-Single beinhaltet neben der Titelliste die Tourdaten der Blue Tattoo Tour. Am 14. März desselben Jahres erschien das Lied als Teil von Vanilla Ninjas dritten Studioalbum Blue Tattoo (Katalognummer: 519762 2), dessen zweite Singleauskopplung es ist. Das Lied ist darüber hinaus Teil der Kompilationen Silent Emotions und Best Of (Katalognummer: 086-73122).
Um das Lied zu bewerben, erfolgte unter anderem ein Liveauftritt bei The Dome 33.

## Musikvideo
Das dazugehörige Musikvideo wurde in Berlin-Charlottenburg, unter der Regie von Sascha Kramer, gedreht. Im Video hat die deutsche Popsängerin Gracia Baur, die zu diesem Zeitpunkt auch bei Brandes unter Vertrag stand, einen Gastauftritt. Das Video ist auf der Best-of-DVD enthalten.

## Chartplatzierungen
| ChartsChartplatzierungen | Höchstplatzierung | Wochen |
| ------------------------ | ----------------- | ------ |
| Deutschland (GfK)        | 13 (5 Wo.)        | 5      |
| Österreich (Ö3)          | 17 (11 Wo.)       | 11     |
| Schweiz (IFPI)           | 27 (14 Wo.)       | 14     |